# Damien Joly

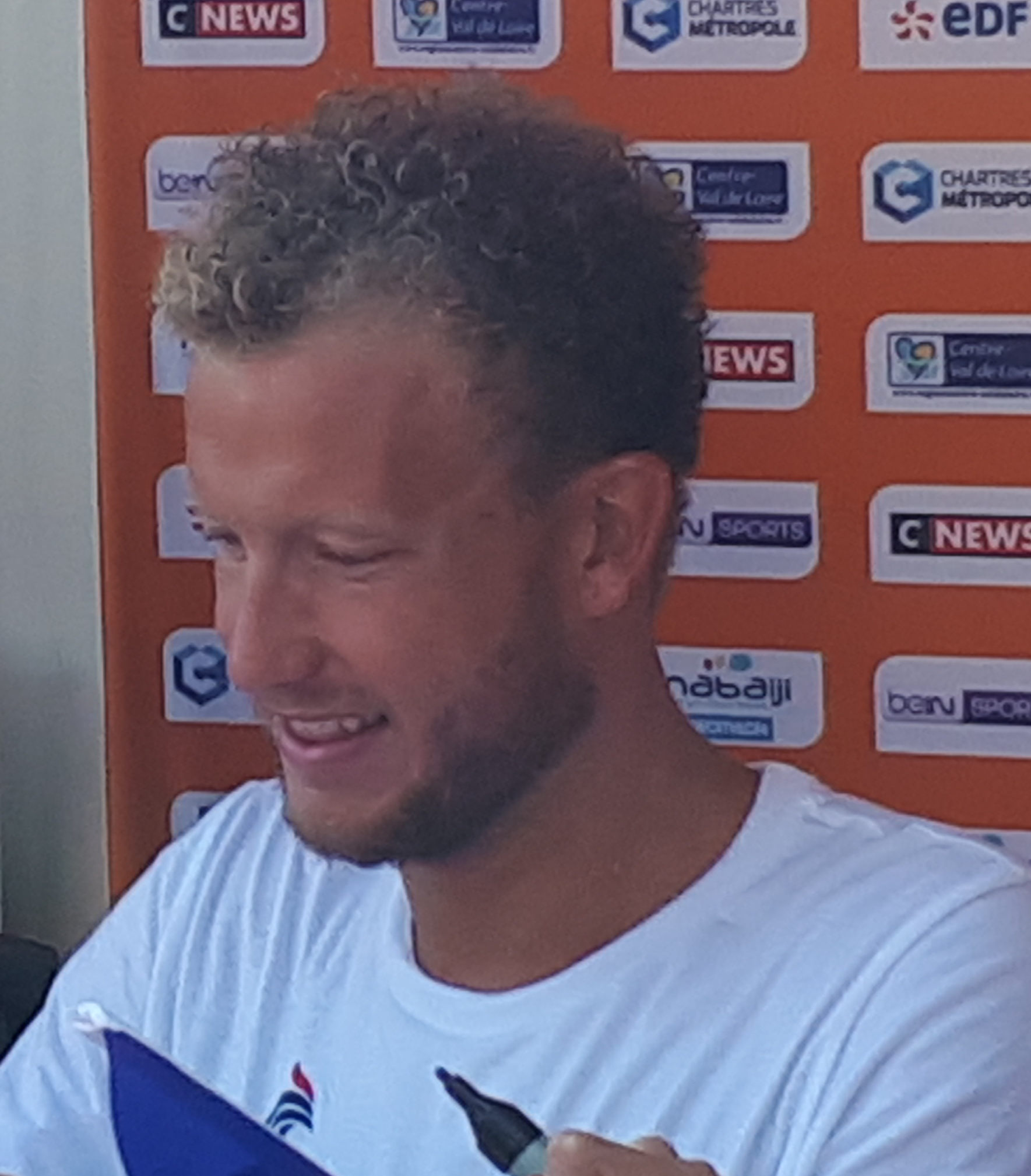
Damien Joly (2018)

Damien Joly (* 4. Juni 1992 in Ollioules) ist ein französischer Schwimmer. Er gewann bis 2024 eine Silbermedaille bei Weltmeisterschaften auf der 25-Meter-Bahn und bei Europameisterschaften einmal Bronze auf der 50-Meter-Bahn. Beide Medaillen erhielt er 2022.

## Sportliche Karriere
Damien Joly ist mehrfacher französischer Meister auf den langen Freistilstrecken. Er ist Polizist, startet für Stade de Vanves und trainiert in Livorno.
Bei den Junioreneuropameisterschaften 2010 belegte Joly den sechsten Platz über 1500 Meter Freistil und den achten Platz über 800 Meter Freistil. Im August 2011 wurde Joly bei der Universiade in Shenzhen Siebter über 1500 Meter Freistil. Ende 2011 bei den Kurzbahneuropameisterschaften in Stettin wurde er Zehnter über 1500 Meter Freistil. Im Mai 2012 bei den Europameisterschaften in Debrecen schied Joly als Vorlaufneunter über 1500 Meter aus. Anfang August bei den Olympischen Spielen in London  kam Joly als 14. der Vorläufe über 1500 Meter nicht in den Endlauf.
2014 schied Joly bei den Europameisterschaften in Berlin bei seinen drei Starts auf den langen Freistilstrecken jeweils im Vorlauf aus, seine beste Platzierung war der 12. Platz über 1500 Meter Freistil. 2015 bei den Weltmeisterschaften in Kasan wurde er in den Vorläufen Elfter über 800 Meter und Zehnter über 1500 Meter. 2016 bei den Olympischen Spielen in Rio de Janeiro trat Joly zunächst mit der 4-mal-200-Meter-Freistilstaffel an. Jordan Pothain, Grégory Mallet, Lorys Bourelly und Damien Joly schwammen die 14. Vorlaufzeit, rückten aber auf den 13. Rang vor, nachdem die polnische Staffel wegen eines Formalfehlers disqualifiziert worden war. Über 1500 Meter Freistil erreichte Joly den Endlauf und belegte den siebten Platz, womit er drittbester Europäer war.
2017 wurde Joly Siebter über 1500 Meter Freistil bei den Kurzbahneuropameisterschaften in Kopenhagen. 2018 bei den Europameisterschaften in Glasgow wurde Joly Sechster über 1500 Meter Freistil und Siebter über 800 Meter Freistil. Ende des Jahres belegte er über 1500 Meter den fünften Platz bei den Kurzbahnweltmeisterschaften in Hangzhou. 2019 trat Joly bei den Weltmeisterschaften in Gwangju sowohl im Freiwasser als auch im Becken an. Im Freiwasser über 5 Kilometer erreichte er das Ziel als 15. und lag damit acht Sekunden hinter seinem Landsmann Logan Fontaine auf dem zweiten Platz. Im Becken schied Joly in Gwangju als Zwölfter über 800 Meter und als Neunter über 1500 Meter im Vorlauf aus. Über 1500 Meter fehlte ihm dabei eine halbe Sekunde für die Endlaufteilnahme.
Wegen der COVID-19-Pandemie fanden 2020 keine internationalen Meisterschaften statt. Im Mai 2021 wurden in Budapest die eigentlich für 2020 vorgesehenen Europameisterschaften nachgeholt. Joly belegte den vierten Platz über 1500 Meter Freistil mit zwei Sekunden Rückstand auf den Drittplatzierten. Nachdem Joly die Olympiaqualifikation verpasst hatte, belegte er im November bei den Kurzbahneuropameisterschaften in Kasan den fünften Platz über 1500 Meter und den sechsten Platz über 800 Meter. Im Dezember bei den Kurzbahnweltmeisterschaften in Abu Dhabi erreichte Joly den sechsten Platz über 1500 Meter.
Wegen der Verschiebung der für 2020 geplanten Meisterschaften nach 2021 wurden die für 2021 geplanten Meisterschaften nach 2022 verlegt. Zusammen mit den für 2022 regulären Meisterschaften führte dies 2022 zu einem sehr gedrängten Terminplan. Im Juni 2022 fanden die Weltmeisterschaften in Budapest statt. Joly wurde Siebter über 800 Meter Freistil und Achter über 1500 Meter Freistil. Anderthalb Monate später bei den Europameisterschaften in Rom wurde Joly zunächst Sechster über 800 Meter Freistil. Über 1500 Meter erkämpfte er die Bronzemedaille hinter dem Ukrainer Mychajlo Romantschuk und dem Italiener Gregorio Paltrinieri. Ende 2022 fanden in Melbourne die Kurzbahnweltmeisterschaften 2022 statt. Über 1500 Meter siegte Paltrinieri mit fast drei Sekunden Vorsprung vor Joly, der seinerseits über vier Sekunden Vorsprung auf den drittplatzierten Norweger Henrik Christiansen herausschwamm.
Ende Juli 2023 bei den Weltmeisterschaften in Fukuoka schied Joly über 800 Meter als 13. und über 1500 Meter als Zehnter der Vorläufe aus. Ende des Jahres bei den Kurzbahneuropameisterschaften in Otopeni wurde Joly Fünfter über 1500 Meter und Zehnter in den Vorläufen über 800 Meter. 2024 bei den Weltmeisterschaften in Fukuoka schied Joly auf beiden langen Freistilstrecken in den Vorläufen aus. Bei den Olympischen Spielen 2024 in Paris erreichte Joly in persönlicher Bestzeit von 14:45,52 Minuten das Finale über 1500 Meter Freistil. Im Endlauf belegte er den achten Platz, einen Platz hinter seinem Landsmann David Aubry.